# Canggu (Jetis)
Canggu is een bestuurslaag in het regentschap Mojokerto van de provincie Oost-Java, Indonesië. Canggu telt 10.631 inwoners (volkstelling 2010).